# Fes Jdid

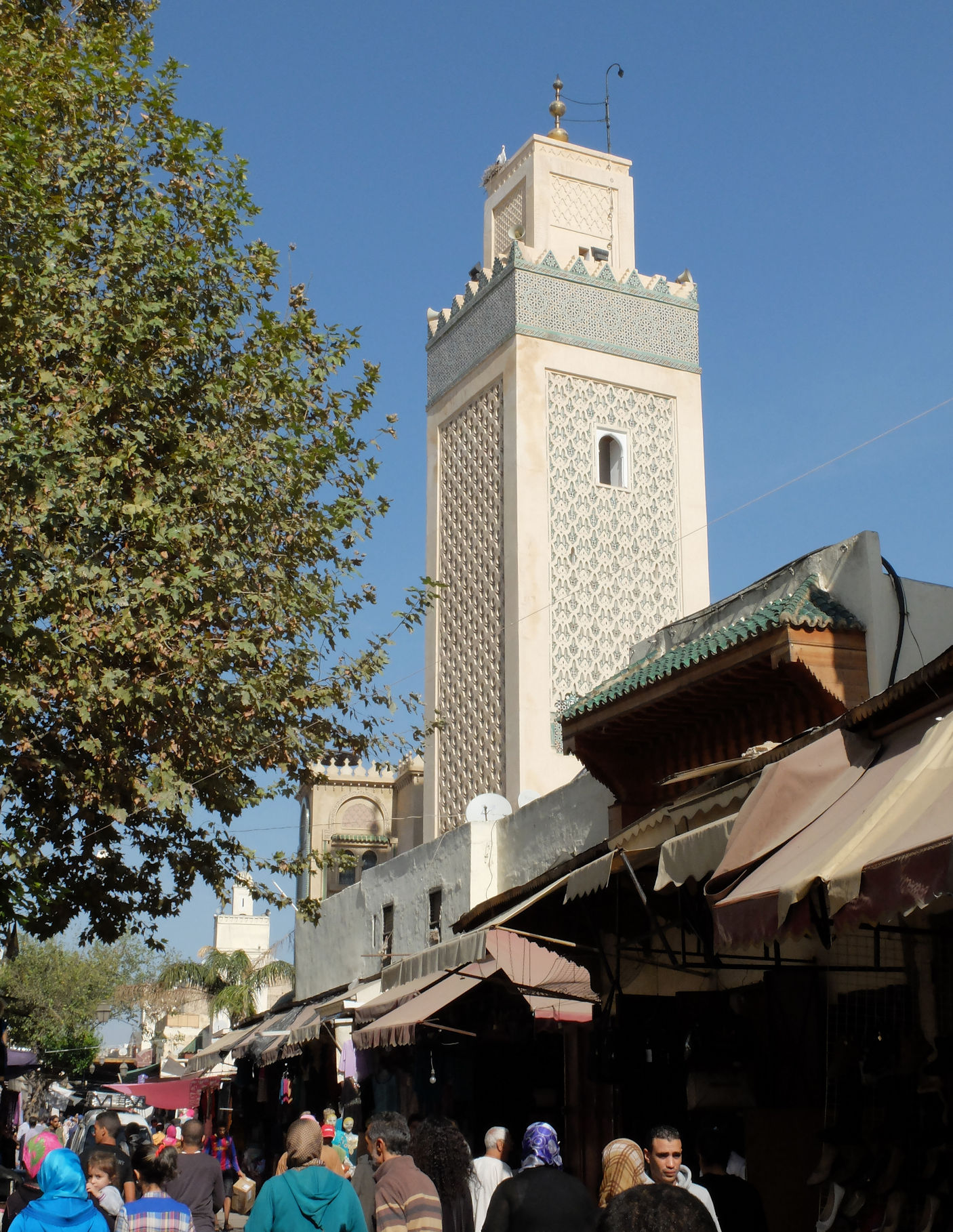
Vista de la Grande Rue o calle principal de Fes el-Jdid, con el minarete de la mezquita de al-Hamra de la época meriní.

Fes Jdid o Fes el-Jdid (en árabe: فاس الجديد‎, lit. 'Nueva Fez') es una de las tres partes de Fez, Marruecos. Fue fundada por los meriníes en 1276 como una extensión de Fes el Bali (la ciudad vieja o medina ) y como ciudadela real y capital. Está ocupada en gran parte por el histórico Palacio Real (Dar al-Makhzen ), que una vez fue el centro de gobierno en Marruecos y que todavía es utilizado en ocasiones por el Rey de Marruecos en la actualidad. En este distrito también se encuentra la histórica judería de la ciudad. Desde 1981 está clasificado, junto con Fes el-Bali, como Patrimonio de la Humanidad por la UNESCO.

## Historia

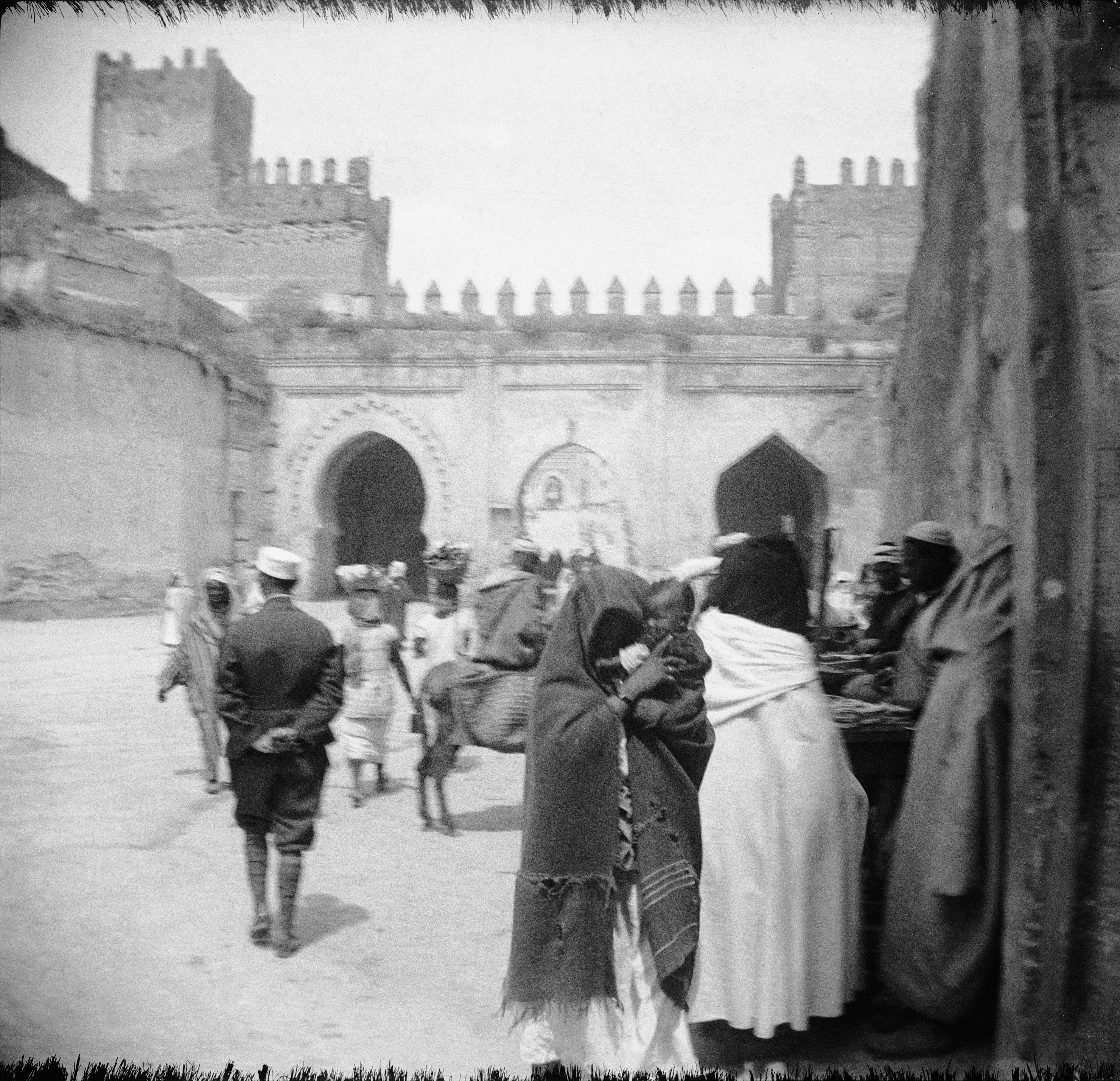
Foto del Viejo Mecúar (Vieux Méchouar), la plaza frente a la entrada del Palacio Real, alrededor de 1920. Originalmente, esta era la principal entrada norte de la ciudad, y el río Fez todavía pasa por debajo.

### Período meriní (siglos XIII-XV)
Fes el-Jdid fue fundada en 1276 por el sultán meriní Abu Yusuf Ya'qub. Debía servir como la nueva ciudadela real y centro de gobierno de Marruecos  bajo el dominio meriní, incluido un Palacio Real (Dar al-Makhzen), cuarteles militares y barrios residenciales. Antes de eso, el principal centro de poder y gobierno en Fez había sido la Kasbah Bou Jeloud en el borde occidental de la ciudad vieja (en la ubicación de la Mezquita Bou Jeloud aún existente, cerca de la puerta Bab Bou Jeloud ). La decisión de crear una ciudadela nueva y altamente fortificada separada de la ciudad vieja (Fes el-Bali), puede haber reflejado una continua cautela de los gobernantes marroquíes hacia la población de Fez, muy independiente y a veces inquieta.
El nombre original de la ciudad era Madinat al-Bayda, la "Ciudad Blanca". Su construcción parece haber sido muy rápida, ya que la corte real se mudó al nuevo palacio apenas un año después. El Oued Fes (río Fes; también conocido en esta parte como el Oued al-Jawahir, "Río de las Perlas") fluía a lo largo de la base de las murallas del norte de la ciudad. Las fuentes también describen que el río, o algunos de sus brazos y canales, inicialmente atravesaban la ciudad misma.

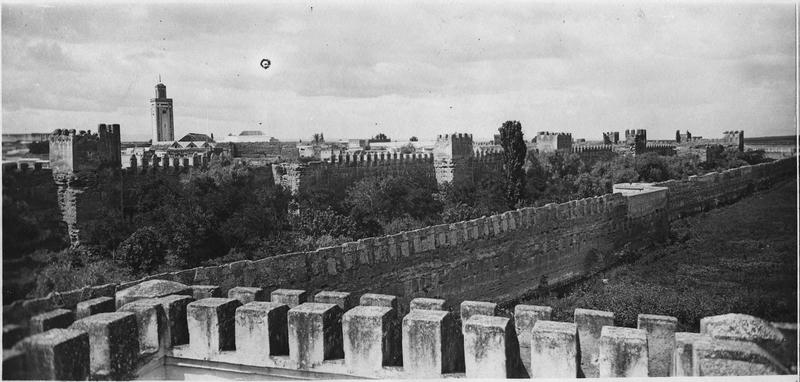
Murallas meriníes en el lado norte de Fes el-Jdid (fotografiadas en 1916)

La ciudad meriní estaba protegida por todos lados por dos líneas de murallas, que al este y al oeste corrían juntas pero al norte y al sur estaban separados entre sí por jardines o distritos intermedios. Lo que ahora se llama Viejo Mecúar (Vieux Méchouar ), una gran plaza amurallada frente a la entrada del Palacio Real, fue originalmente un puente fortificado sobre el río Fes ubicado entre dos puertas que defendían la entrada norte de la ciudad. (A diferencia de hoy, la puerta en el lado sur de este puente/plaza conducía a la ciudad principal en lugar de directamente al palacio, cuyos terrenos aún no se extendían hasta este punto.) La puerta norte de este puente se conocía como Bab es-Sebaa (ahora llamada Bab Dekkakin), mientras que la puerta sur se conocía como Bab al-Qantara ("Puerta del Puente") o Bab al-Oued ("Puerta de el río"). : 62 La importancia relativa de esta entrada norte probablemente se debió a la presencia de la carretera a Meknes (la ciudad principal más cercana). Desde Bab al-Qantara, la calle principal de la ciudad (ahora conocida como Grande Rue de Fes el Jdid) iba directamente a la puerta sur, Bab 'Oyun Sanhaja (ahora llamada Bab Semmarine).
La Gran Mezquita de Fes el-Jdid, adyacente a los terrenos del palacio, fue construida alrededor de 1276 durante la fundación de la nueva ciudad, y estaba conectada por un pasaje privado directamente al palacio, lo que permitía al sultán entrar y salir para rezar. Los principales barrios musulmanes al este de Dar al-Makhzen parecen haberse desarrollado progresivamente durante el período meriní y cada uno se centró en torno a su propia mezquita principal, como la Mezquita al-Hamra (ubicada en la calle principal, ahora llamada Gran Rue ), la Mezquita Lalla az-Zhar (al suroeste) y la Mezquita Lalla Ghriba (más al este).

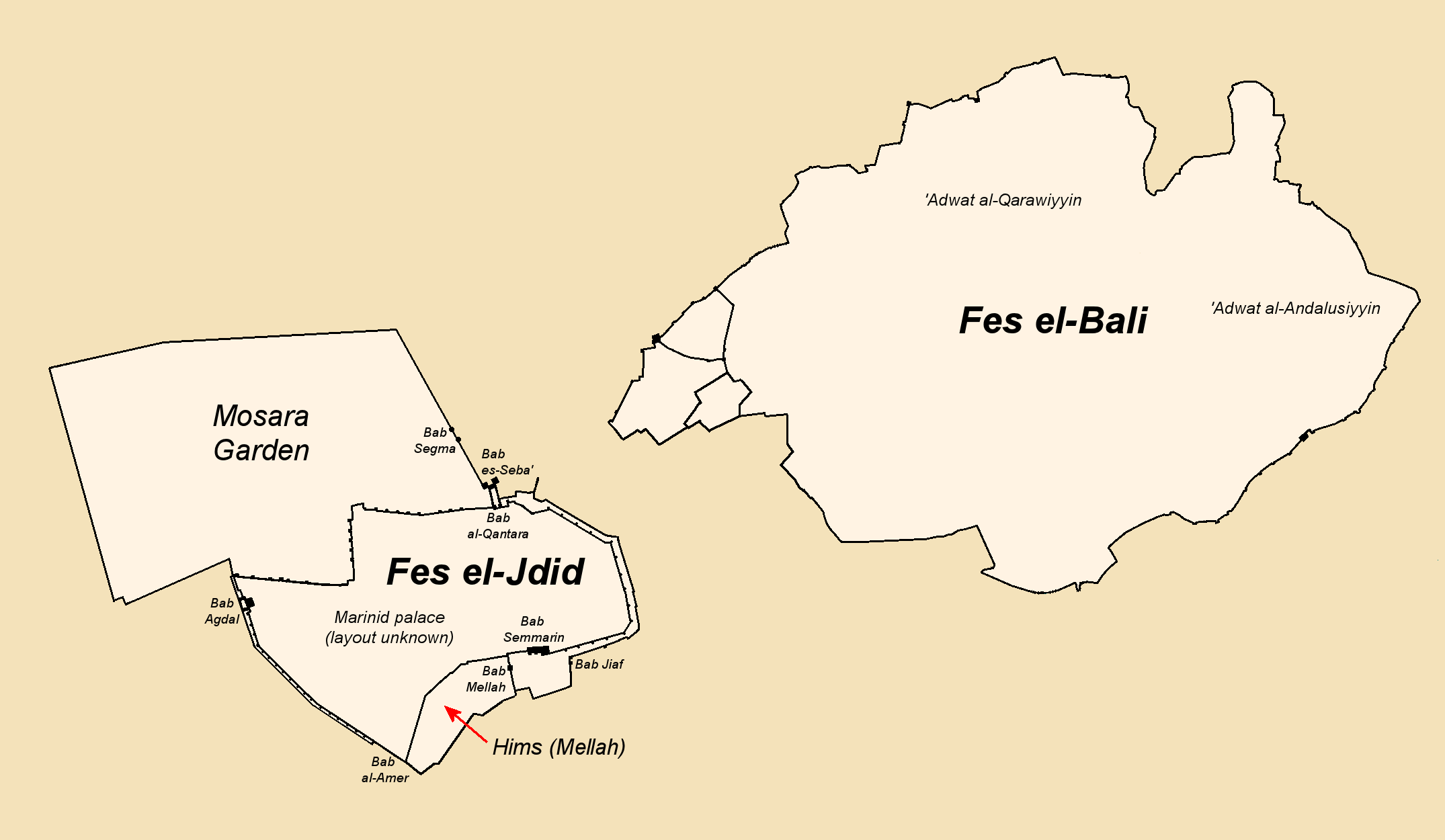
Ubicación y diseño de Fes el-Jdid y el Jardín Mosara en el siglo XIV, durante el período meriní, en relación con Fes el-Bali

#### Los Jardines Reales Meriníes (Jardín Mosara)
Abu Yusuf Yaqub también había querido crear un gran jardín de recreo, pero murió en 1286 antes de que pudiera realizarlo. Su hijo y sucesor, Abu Yaqub Yusuf, llevó a cabo la obra en 1287. Contrató a un ingeniero andaluz, Ibn al-Hayy, de Sevilla, para que le ayudara a crear un vasto jardín de 67 hectáreas al norte de Fes el-Jdid y del palacio real, conocido como el Jardín de Mosara. El agua para los jardines se extraía del Oued Fes a través de una enorme noria de 26 metros de diámetro y 2 metros de ancho.: 68 La noria, a veces llamada "Gran Noria", llevaba el agua a un acueducto anexo a Bab Dekkakin. Desde Bab Dekkakin, el acueducto llevaba el agua a Bab Segma, más al norte, y desde allí se llevaba a tres grandes estanques cuadrados repartidas por los jardines. En el interior de los jardines también había una msalla, una zona de oración al aire libre, conocida como la Musalla del Sultán o la Musalla de Bab Segma. Los jardines se arruinaron y acabaron desapareciendo en los siglos posteriores, probablemente durante el abandono de Fez en el periodo saadí (siglos XVI-XVII), pero los rastros de sus estructuras han llegado hasta los tiempos modernos. En la actualidad, el emplazamiento del jardín está ocupado en su mayor parte por el gran cementerio de Bab Segma (que probablemente data de la época de Moulay Rashid), en cuyo interior aún se puede distinguir el contorno de algunos de los estanques originales.

#### Creación de la judería

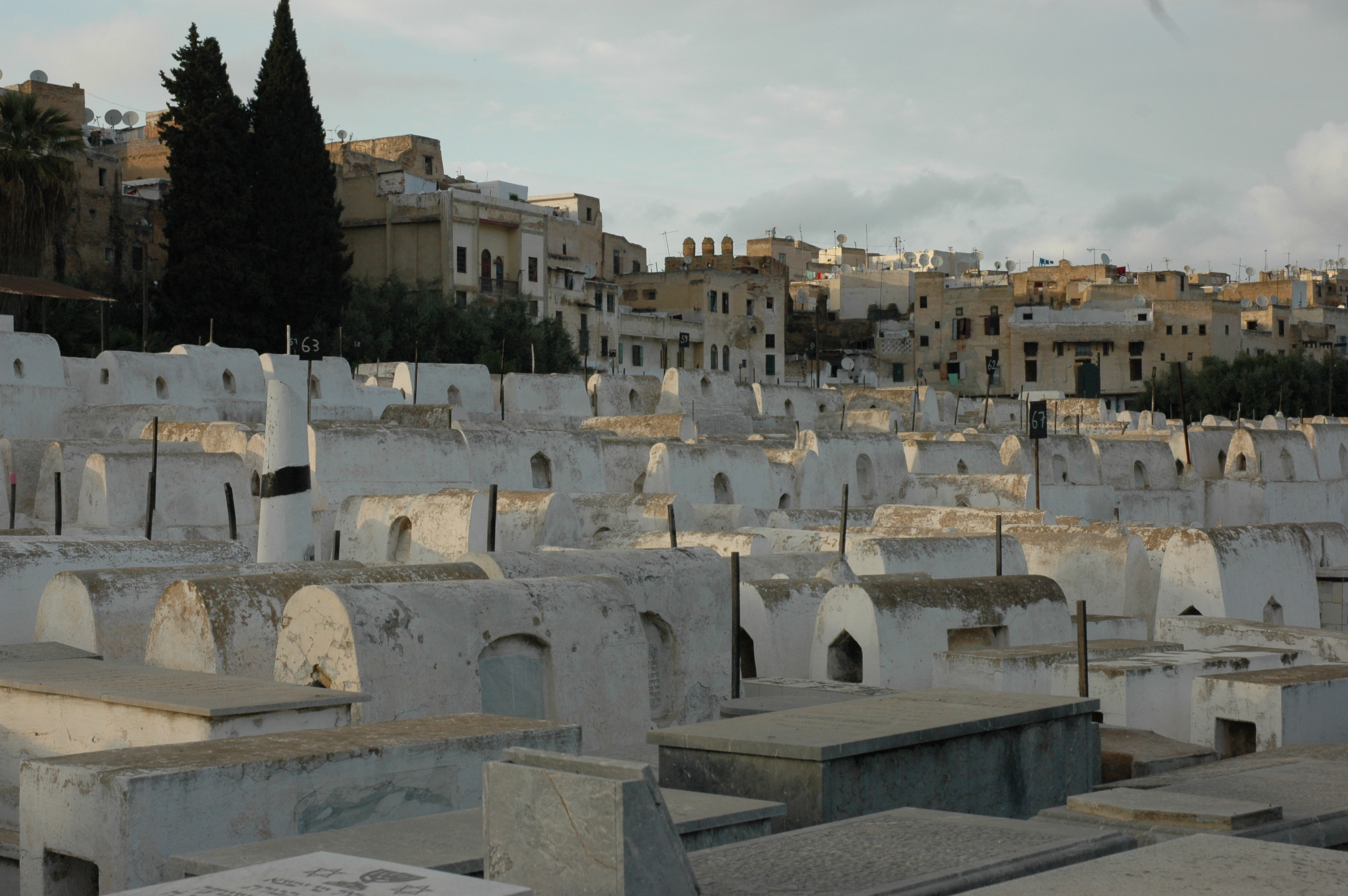
El cementerio judío en la judería.

Fez también acogió a la comunidad judía más grande y una de las más antiguas de Marruecos. Durante el período meriní, los habitantes judíos, que hasta entonces habían convivido con la población musulmana en Fes el-Bali, fueron trasladados a un nuevo distrito que ocupaba el lado sur de Fes el-Jdid. Este distrito, posiblemente construido después de la fundación inicial de la ciudad, : 66 estaba ubicado entre los muros sur interior y exterior de la ciudad y originalmente estaba habitado por guarniciones musulmanas, en particular por los contingentes de arqueros sirios del sultán. El distrito era conocido como Hims o por el nombre de Mellah (en árabe: ملاح‎, lit. 'sal') debido a la existencia de una fuente de agua salada o a un antiguo depósito de sal en la zona. Este último nombre se mantuvo más tarde como nombre de la judería. Esta fue la primera "mellah" en Marruecos; nombre y fenómeno que llegó a replicarse en muchas otras ciudades del país. ( Una notable excepción a esto fue la cercana ciudad de Sefrou. )
Los estudiosos debaten tanto las razones exactas como la fecha exacta de la creación de la judería de Fez. Las motivaciones políticas más amplias para trasladar la comunidad judía a Fez el-Jdid, más cerca del palacio real, pueden haber incluido el deseo de los gobernantes meriníes de aprovechar (o controlar) más directamente sus habilidades de mercaderes y artesanos y sus relaciones comerciales con las comunidades judías de otros países (que podrían actuar como una vía para las relaciones exteriores). Los relatos históricos confirman que a mediados del siglo XIV los judíos de Fez aún vivían en Fez el-Bali, pero que a finales del siglo XVI estaban bien establecidos en la judería de Fez el-Jdid. Algunos autores sostienen que es probable que el traslado se produjera por etapas a lo largo del periodo meriní, sobre todo tras episodios de violencia o represión contra los judíos en la ciudad vieja. El tejido urbano de la Mellah parece haberse desarrollado progresivamente y es posible que una pequeña población judía se asentase allí justo después de la fundación de Fez el-Jdid y que otros judíos que huían de Fez el-Bali se unieran a ellos más tarde. Algunos autores atribuyen el traslado más específicamente a una consecuencia del "redescubrimiento" del cuerpo de Idris II en su zawiya en el centro de la ciudad en 1437. Tras ello, la zona que rodea a la mezquita se convirtió en un horm (santuario) en el que no se permitía la entrada a los no musulmanes, lo que provocó la expulsión de los habitantes judíos del centro comercial de la ciudad. Por ello, muchos estudiosos estiman que el traslado tuvo lugar a mediados del siglo XV. El cementerio judío de la judería se estableció en su extremo occidental (el actual emplazamiento de la plaza de los Alauitas) en un terreno que fue donado a la comunidad judía por una princesa meriní llamada Lalla Mina en el siglo XV.

### Período posmariní (sigloXVIy posteriores)

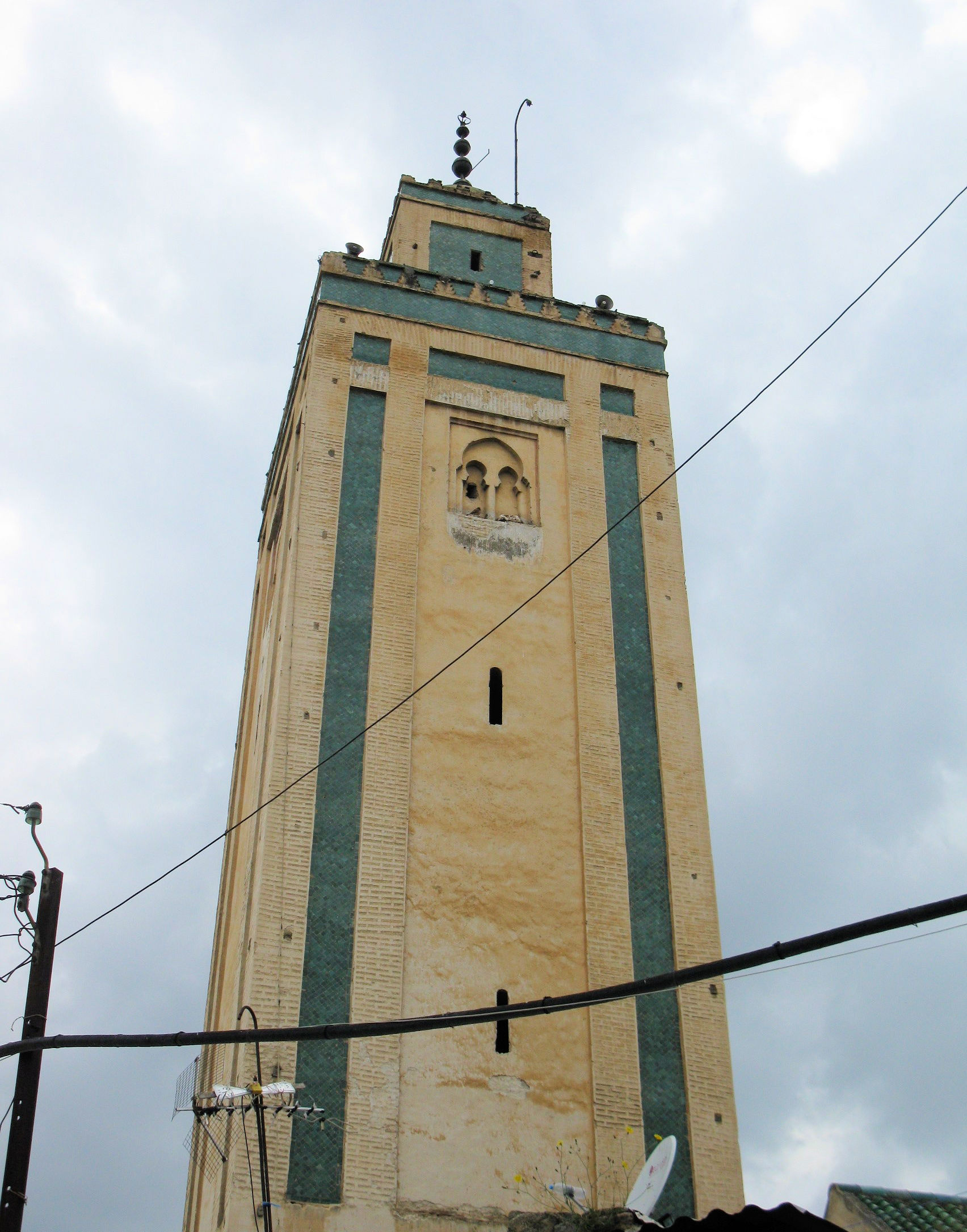
El minarete de la Mezquita Moulay Abdallah.

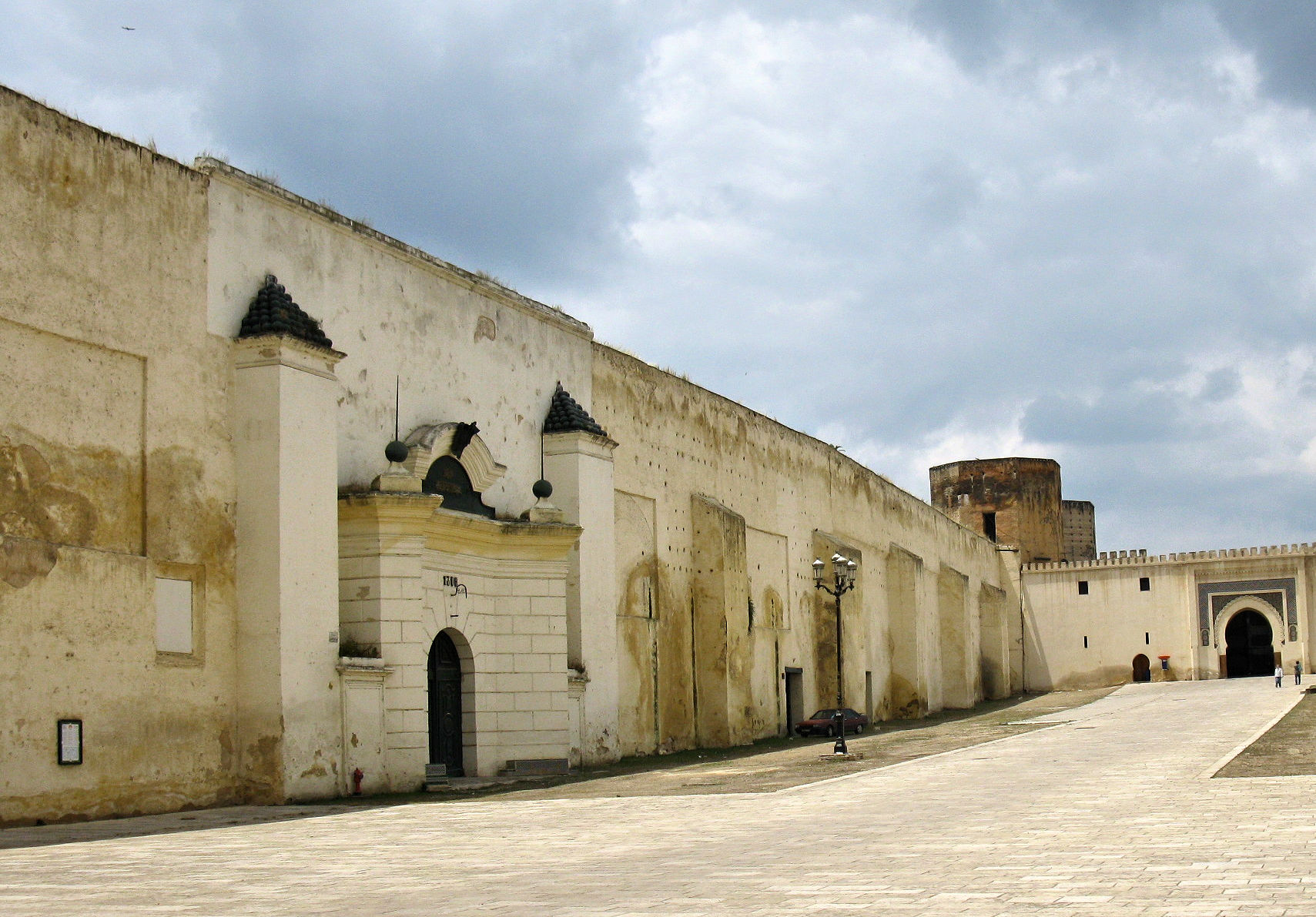
La puerta de Dar al-Makina del siglo XIX (izquierda) en el Nuevo Mecúar. Este muro también incorpora restos del acueducto que una vez trajo agua a los Jardines Reales Meriníes.
.

Fes el-Jdid, junto con Fes el-Bali, entró en un período de relativo abandono después del declive meriní y bajo el dominio de los saadíes, que hicieron de Marrakech su capital y parecían ver con recelo a la población de Fez. La principal contribución de los saadíes fue la construcción de varios bastiones militares imponentes alrededor de la ciudad, como Borj Nord y Borj Sud con vistas a Fes el-Bali. En Fes el-Jdid agregaron tres baluartes a las ya formidables murallas de la ciudad en su lado este; a saber, los conocidos como Borj Sheikh Ahmed, Borj Twil y Borj Sidi Bou Nafa'. Los muros occidentales de la ciudad, cerca de Bab Agdal, también recibieron fortificaciones adicionales. : 96 Fue solo con el surgimiento de la dinastía alauita que Fez volvió a ser la capital y recuperó parte de su prosperidad. Otros desarrollos importantes tuvieron lugar en Fes el-Jdid durante este período.
En 1671, el primer sultán alauí, Moulay Rashid, ordenó la creación de un gran patio rectangular en la parte oriental del palacio.: 294 Esta ampliación extendió el recinto de Dar al-Makhzen hasta el borde de la mezquita de Lalla ez-Zhar, que hasta entonces se encontraba en medio de un barrio residencial, cortando una de las calles locales. Esta fue una de las varias ocasiones en las que la ampliación del palacio se adentró en las zonas residenciales generales de Fez el-Jdid. Moulay Rashid también construyó la inmensa Qaṣba Shrārda al norte de Fes el-Jdid para albergar a sus tropas tribales. El alojamiento de las tropas aquí también liberó nuevos espacios en la propia Fez el-Jdid, incluida la zona noroeste que se convirtió en el nuevo barrio de Moulay Abdallah a partir de principios del siglo XVIII.: 296 Aquí es donde el sultán Moulay Abdallah (que gobernó entre 1729 y 1757) erigió una gran mezquita y una necrópolis real para la dinastía alauí. El sucesor de Abdallah, el sultán Mohammed ben Abdallah (que gobernó entre 1748 y 1757-1790), fue el responsable, según algunas fuentes, de la creación del Nuevo Mecúar (al norte del Viejo Mecúar); aunque otros estudiosos lo atribuyen a Moulay Hassan un siglo después.
El período alauita también vio períodos de agitación y regresión. De 1790 a 1792, el sultán Moulay Yazid, visto en gran medida como un líder cruel, obligó a toda la comunidad judía a mudarse de Mellah a la Qaṣba Shrārda, al otro lado de Fes el-Jdid. El Mellah fue ocupado por tropas tribales aliadas a él, su sinagoga principal fue reemplazada por una mezquita y el cementerio judío y su contenido fueron trasladados a un cementerio cerca de Bab Guissa. Además, Moulay Yazid redujo permanentemente el tamaño del distrito de la Mellah al demoler las antiguas murallas que lo rodeaban y reconstruirlas a lo largo de un perímetro mucho más corto que el que vemos hoy en día. Sólo después de la muerte del sultán, el principal qadi (juez) musulmán de Fez ordenó que la Mellah fuera devuelta a la comunidad judía.
Las principales ampliaciones y modificaciones de Fes el-Jdid y del palacio real continuaron a lo largo del siglo XIX. Bajo el sultán Moulay Abd al-Rahman (que gobernó entre 1822 y 1859), se creó el mecúar Bab Bou Jat o Gran Mecúar al oeste del barrio de Moulay Abdallah, proporcionando a los terrenos del palacio otra entrada ceremonial hacia el noroeste. Esto llevó a que la puerta occidental del barrio de Moulay Abdallah, Bab Bou Jat, finalmente fuera cerrada. Moulay Abd al-Rahman también estableció una gran zona ajardinada en el lado oeste del palacio, los Jardines Lalla Mina, que se extiende hasta las antiguas murallas occidentales meriníes de la ciudad. Al oeste de estos, el sultán Moulay Hassan I estableció un jardín amurallado aún más grande llamado Agdal. Moulay Hassan también conectó Fes el-Jdid y Fes el-Bali (la ciudad vieja) por primera vez con un amplio corredor de murallas, y dentro de este espacio encargó una serie de jardines reales como Jnan Sbil y palacios de verano como Dar Batha. Además, construyó Dar al-Makina, una fábrica de armas moderna, en el lado oeste de Nuevo Mecúar (que probablemente también estableció). Por último, parece que fue bajo el mandato de Moulay Hassan cuando el recinto de Dar al-Makhzen se extendió hasta la puerta sur del antiguo mecúar, convirtiéndola así en la entrada principal del palacio, desviando el extremo norte de la calle principal de Fez el-Jdid y aislando el barrio de Moulay Abdallah del resto de la ciudad. El Oued Fes, que fluía justo fuera de las murallas del norte de la ciudad, fue desviado hacia el norte en el transcurso de estas ampliaciones del siglo XIX, pero sigue pasando por debajo del Viejo Mecúar antes de resurgir en su lado este.

### sigloXXhasta la actualidad

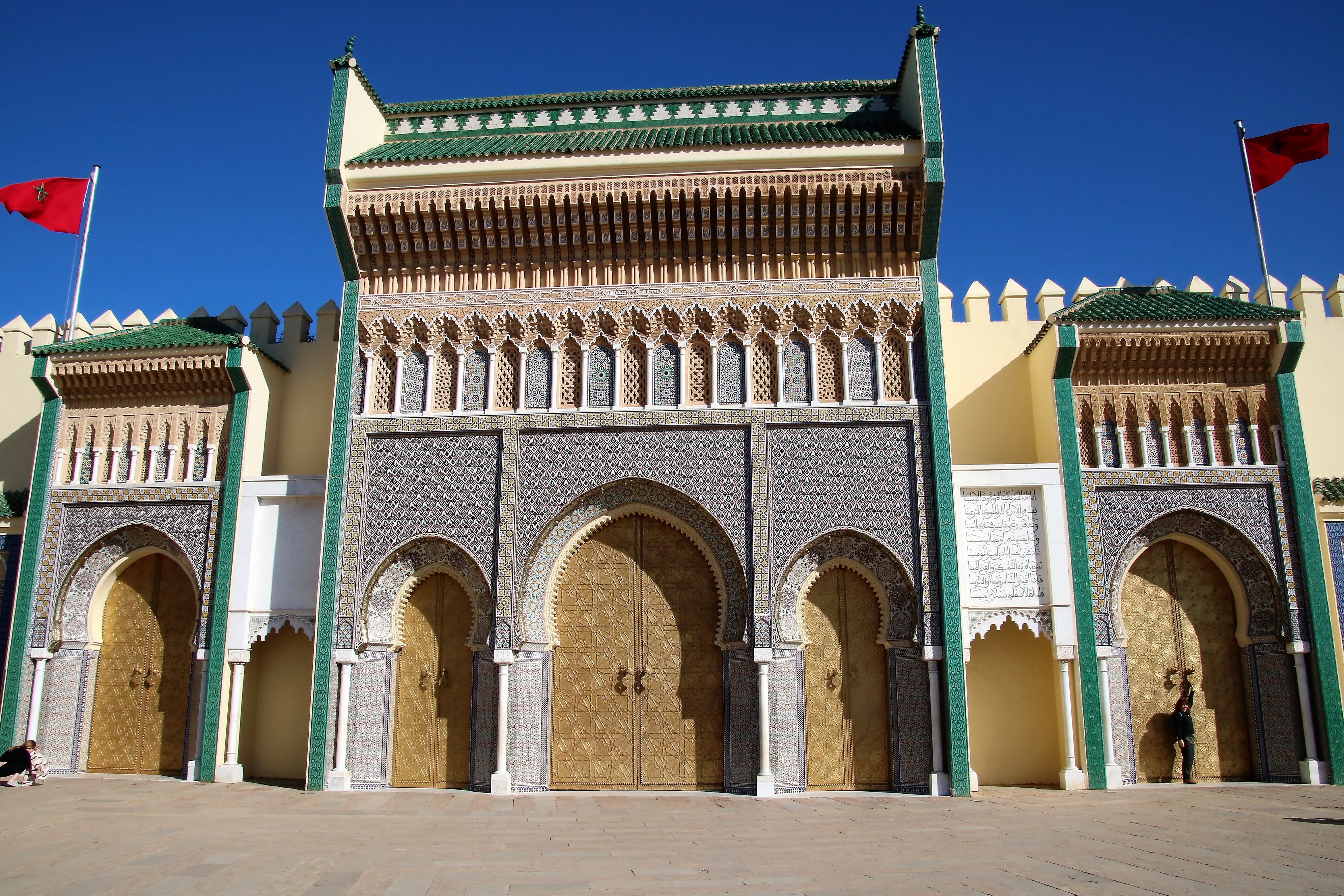
Las puertas del Palacio Real (Dar al-Makhzen). Estas puertas se construyeron en el siglo XX cuando el rey Hassan II trasladó la entrada principal del palacio al suroeste.

En 1912 se instituyó el dominio colonial francés sobre Marruecos tras el Tratado de Fez. Una consecuencia inmediata fueron los disturbios de 1912 en Fez, un levantamiento popular que incluyó ataques mortales contra europeos y habitantes judíos nativos en la Mellah, seguidos de una represión aún más letal. Fez y su Dar al-Makhzen dejaron de ser el centro del poder en Marruecos al trasladarse la capital a Rabat. En este período y a lo largo del siglo XX se produjeron una serie de cambios sociales y físicos. Comenzando bajo Lyautey, la creación de la Ville Nouvelle ("Ciudad Nueva") francesa al oeste también tuvo un impacto más amplio en el desarrollo de toda la ciudad.
En el área de Bab al-Amer, la administración francesa consideró que la antigua puerta era demasiado estrecha e inconveniente para el tráfico y demolió un acueducto cercano y parte del muro circundante para mejorar el acceso. En el proceso, crearon una gran plaza abierta en el lugar que ocupaba el antiguo cementerio judío (que en 1894 se había trasladado al sureste) que se conoció como Place du Commerce y que ahora se conoce como Place des Alaouites. En 1924, los franceses fueron más allá y demolieron una serie de modestas tiendas y establos en el extremo norte de la Mellah judía para construir una vía ancha para vehículos ( Rue Boukhessissat o Bou Khsisat; más tarde también Rue des Mérinides ) entre la Mellah y el muro sur del Palacio Real, que hoy pasa frente a Bab Semmarine y continúa hacia Fes el-Bali. Las antiguas tiendas fueron reemplazadas por boutiques más ostentosas construidas con el estilo arquitectónico de las casas judías de la Mellah, con muchos balcones abiertos y ornamentación exterior. Bab Semmarine también se modificó y abrió para aumentar el flujo de tráfico. En otras partes de la ciudad, los cambios fueron menos importantes. Una política francesa inusual fue la designación del barrio de Moulay Abdallah como barrio rojo.
La población de la ciudad aumentó significativamente con el tiempo (como en otras partes de Marruecos): entre 1936 y 1948, la población del barrio de Moulay Abdallah pasó de 5.508 a 9.500 y la población de Fes el-Jdid propiamente dicha (es decir, el área principal entre Bab Semmarine y Bab Dekkakine) pasó de 9.622 a 26.500. Por el contrario, sin embargo, la Mellah también se despobló constantemente de sus habitantes judíos, que se mudaron a la Ville Nouvelle, a Casablanca, o emigraron a países como Francia, Canadá e Israel A fines de la década de 1940, las estimaciones de la población judía incluían 15.150 en la Mellah y 22.000 en todo Fez. Sin embargo, las grandes oleadas de emigración que se produjeron a partir de entonces redujeron la comunidad judía, ya que no quedan sinagogas en funcionamiento en la Mellah. En 1997 sólo había 150 judíos en todo Fez.
A fines de la década de 1960 y principios de la de 1970, el rey Hassan II ordenó la creación de una nueva entrada al Palacio Real en la Place des Alaouites, momento en el que se construyeron aquí las ahora famosas puertas del palacio. Aunque ya no es la principal residencia oficial de la monarquía, el Palacio sigue siendo utilizado como residencia por el Rey de Marruecos hasta el día de hoy.

## Disposición

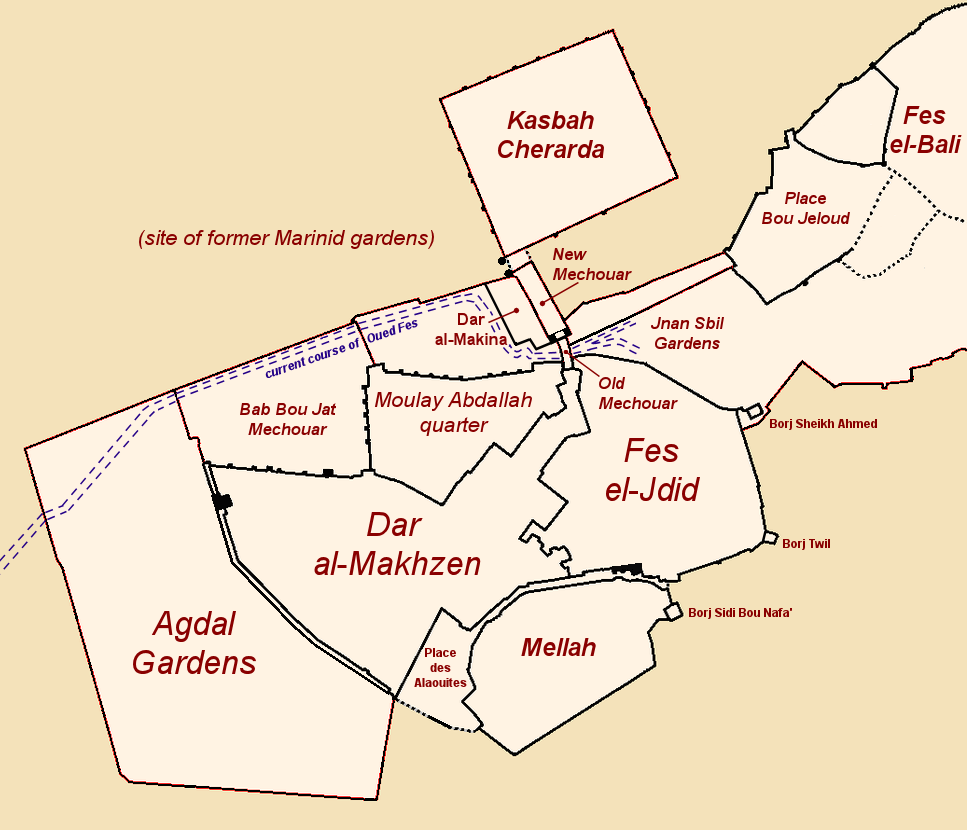
Trazado de Fes el-Jdid en la actualidad, incluido el Dar al-Makhzen (Palacio Real) y el curso actual del Oued Fes (río Fes) en la zona.

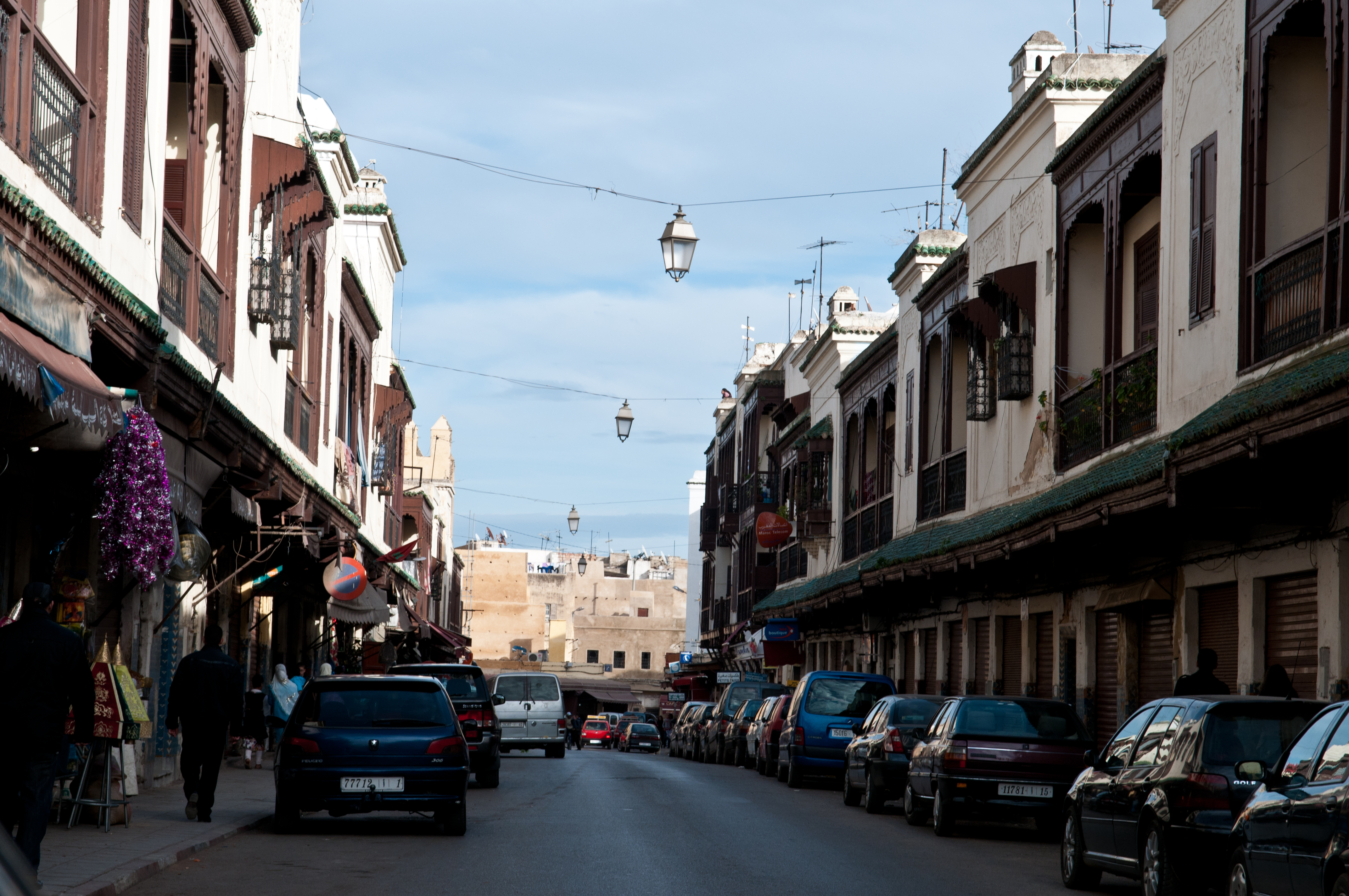
Rue des Mérinides (anteriormente también Rue Boukhessissat), creada en 1924 en el extremo norte del antiguo barrio judío (Mellah).

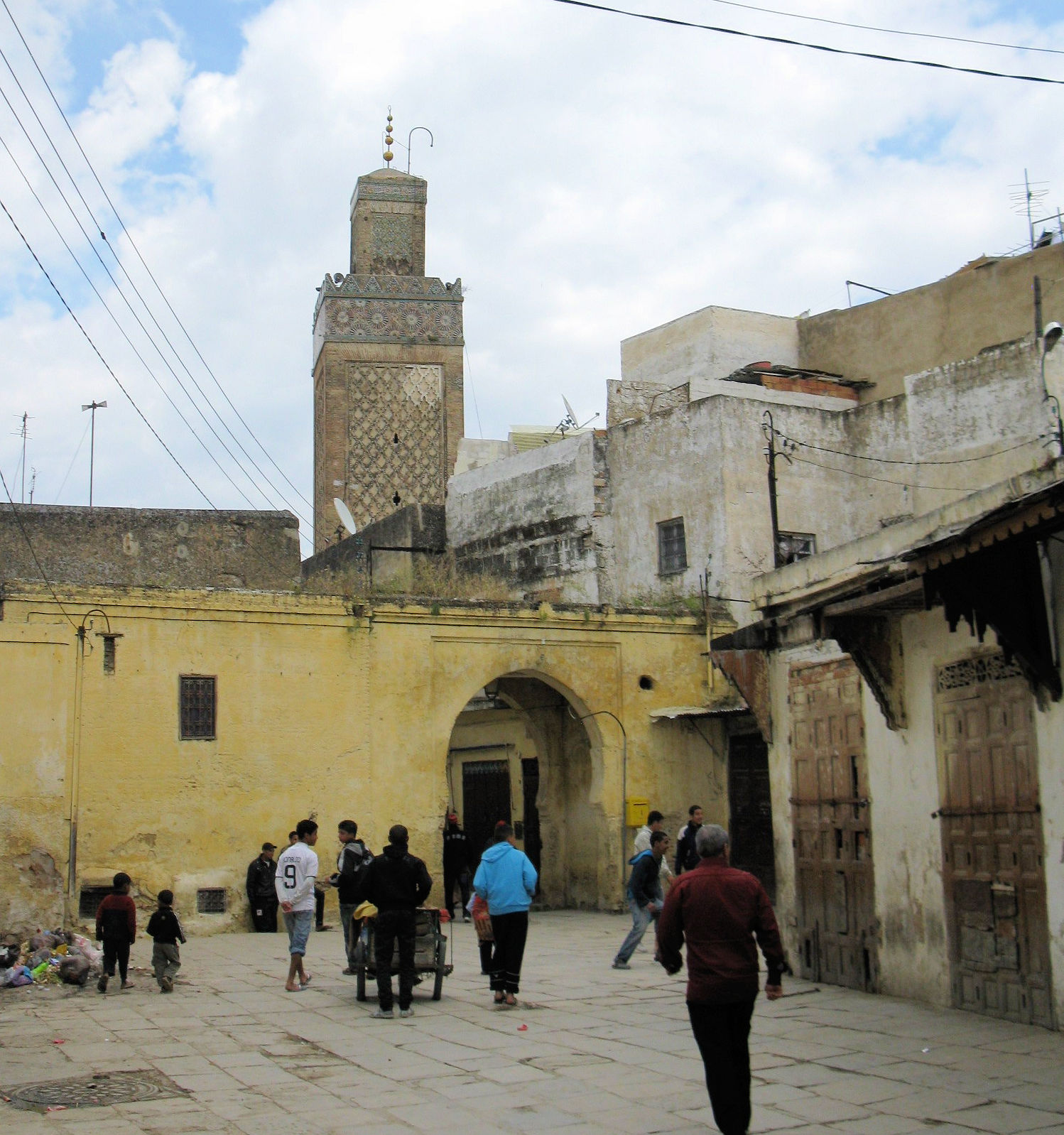
El barrio de Moulay Abdallah, con el minarete de la Gran Mezquita de Fes el-Jdid visible.

Hoy, el trazado de Fes el-Jdid parece complicado debido a las múltiples ampliaciones y modificaciones de sus barrios y del Palacio Real (Dar al-Makhzen) a lo largo de los siglos. Solo el área de Dar al-Makhzen ocupa unas 80 hectáreas y es la división más grande de la ciudad dentro de sus murallas. : 310 

### Zona sur:Place des Alaouitesy la antigua Mellah judía
Si se llega desde el oeste (desde la moderna Ville Nouvelle o "Ciudad Nueva"), la entrada principal de la ciudad está en Bab al-Amer, en el borde occidental de la antigua Mellah judía. Aquí se encuentran también la moderna Plaza de los Alauitas y las famosas puertas del Palacio Real, construidas en los años 60 y principios de los 70, pero muy apreciadas por su calidad. Desde este punto, una vía principal (la calle de los Mérinides o Boukhessissat) discurre hacia el este entre la Mellah y las murallas del Palacio Real. Esta zona, junto con el resto del antiguo barrio judío, también es conocida por su peculiar arquitectura de casas, con balcones abiertos y otros elementos que no suelen encontrarse en la medina musulmana tradicional. El Mellah tiene a su vez su propia calle principal, una puerta conocida como Bab el-Mellah, y un gran cementerio judío (creado en 1883) en su esquina suroeste.

### Zonas centro y oriente: calle principal y barrios residenciales
La calle des Mérinides, la principal vía para los vehículos de carretera, pasa por delante de Bab Semmarine, una puerta monumental que constituye la entrada sur de Fez el-Jdid propiamente dicha. A partir de esta puerta, una calle principal conocida como la Grande Rue de Fès el-Jdid, repleta de tiendas y mercados, discurre de norte a noroeste hasta llegar al Viejo Mecúar, la plaza fortificada que se encuentra frente a la entrada histórica del Dar al-Makhzen. A ambos lados de la Grande Rue se encuentran los barrios residenciales, históricamente los principales barrios musulmanes de Fes el-Jdid, centrados alrededor de mezquitas principales históricas como la Mezquita al-Hamra, la Mezquita Lalla ez-Zhar y la Mezquita Lalla Ghriba. El borde oriental de estos barrios está bordeado por las antiguas murallas de Fez el-Jdid, de las que se conservan importantes tramos, además de varios baluartes de la época saadí. Algunos de ellos pueden verse claramente desde los jardines de Jnan Sbil.

### Zona norte: el Viejo Mechouar y alrededores
En el Viejo Mechouar confluyen varios caminos. En el lado sur de la plaza está la entrada al Palacio Real (fuera del acceso al público), mientras que en el lado norte está la enorme puerta de Bab Dekkakin que conduce al Nuevo Mecúar. En el lado este de la plaza hay entradas desde Grande Rue y otra abertura separada para la carretera que conduce a Place Bou Jeloud y Fes el-Bali. En el lado oeste de la plaza, una pequeña puerta constituye el acceso principal al barrio de Moulay Abdallah, a través de un camino sinuoso que también pasa por la Gran Mezquita de Fes el-Jdid (la mezquita real histórica de la ciudad). El río Fes todavía fluye por debajo del Viejo Mecúar y reaparece en su lado este hacia los Jardines Jnan Sbil.

### Zona noroeste: barrio de Moulay Abdallah y ampliación oeste del Palacio Real
El barrio de Moulay Abdallah se centra en la gran mezquita de Moulay Abdallah, del siglo XVIII. A principios del siglo XX, durante el Protectorado francés (1912-1956), fue designado barrio rojo. Al oeste de este distrito se encuentran las ampliaciones más recientes del Palacio Real: una gran plaza o espacio abierto conocido como Bab Bou Jat Mechouar, y más allá estos vastos jardines amurallados del Agdal (fuera de los límites del público).

## Puntos de referencia

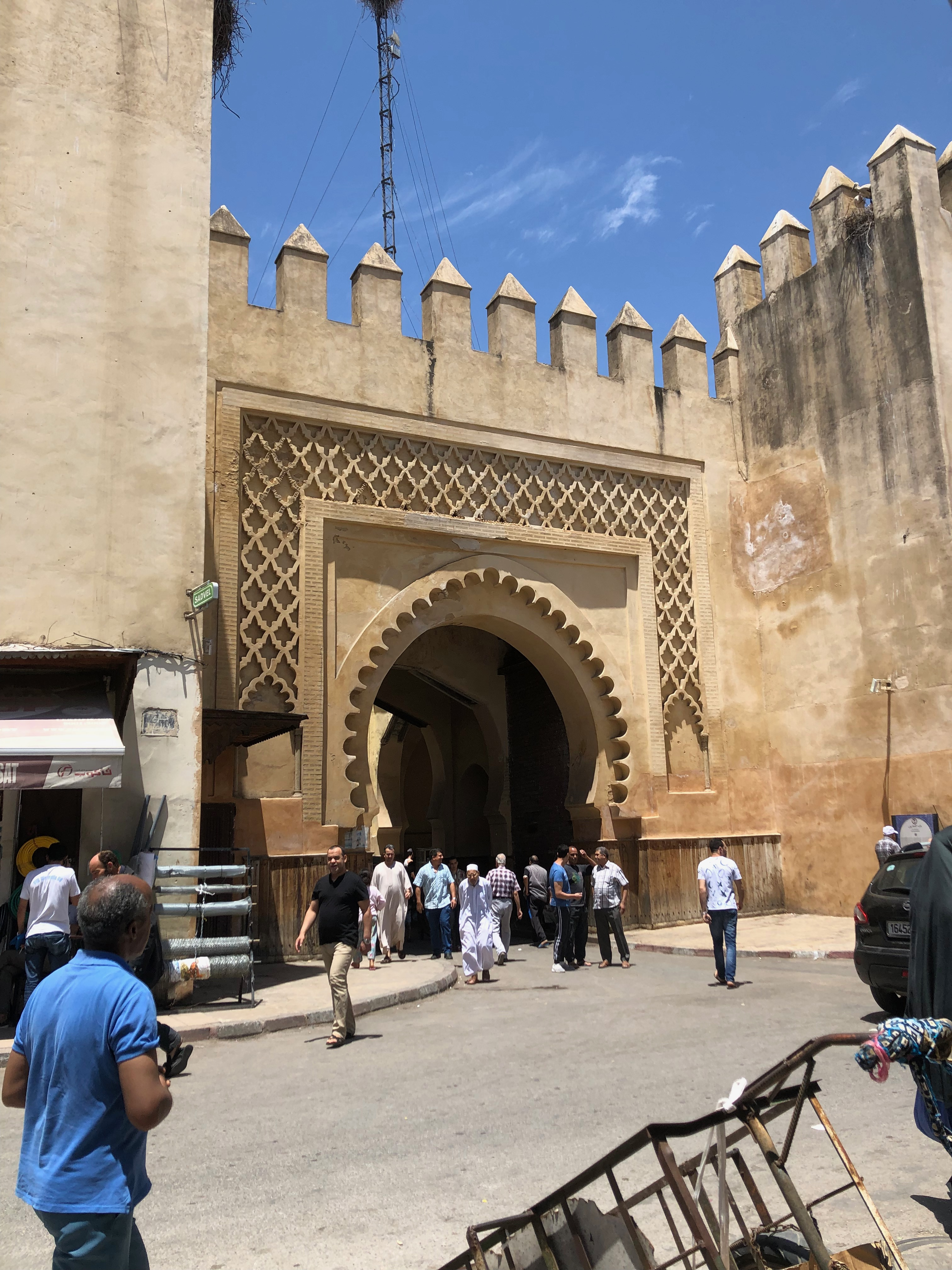
Bab Semmarine, la principal puerta sur de Fes el-Jdid.

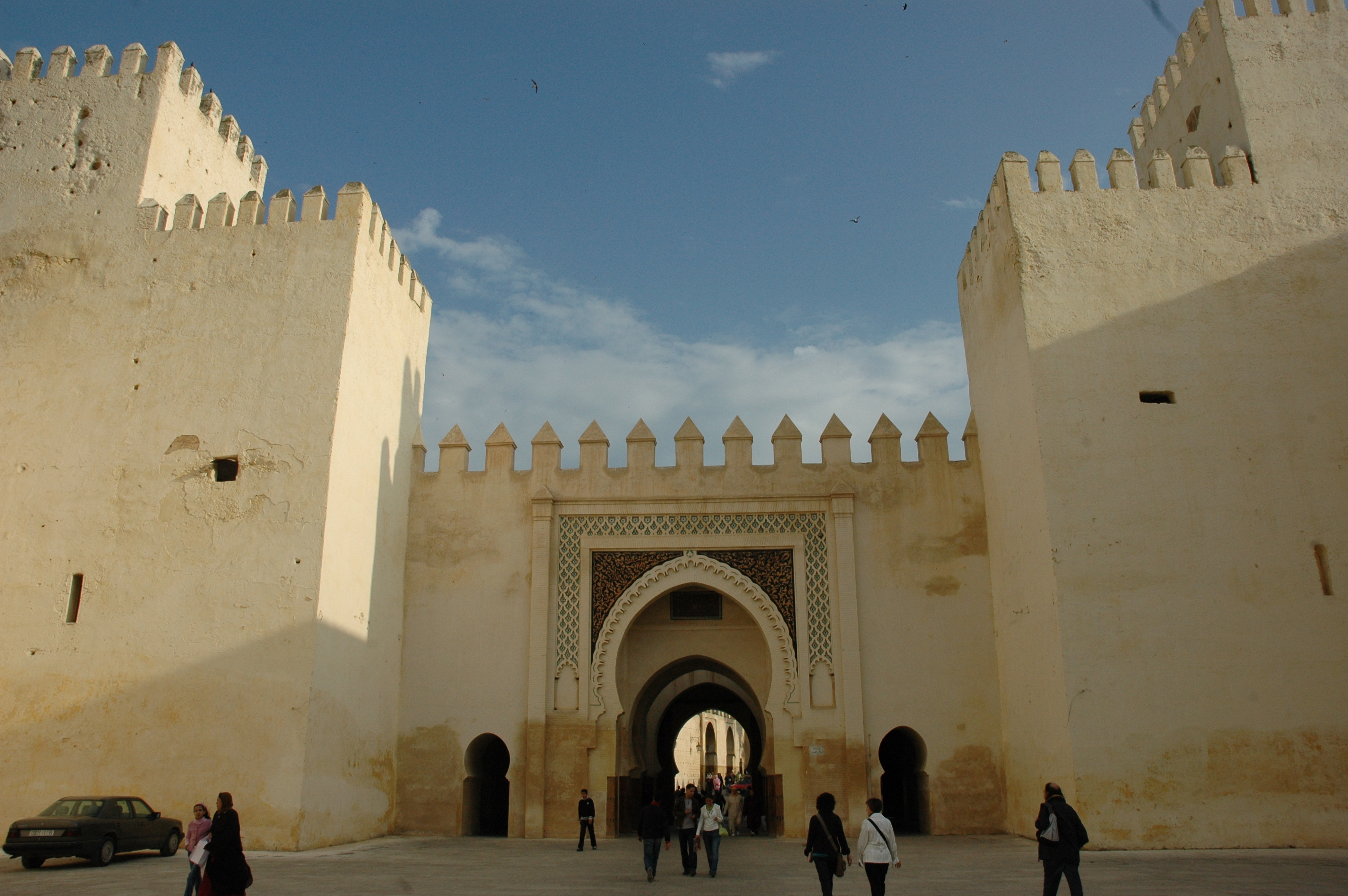
Bab Dekkakin (también conocido como Bab Sebaa), en el Nuevo Mecúar.

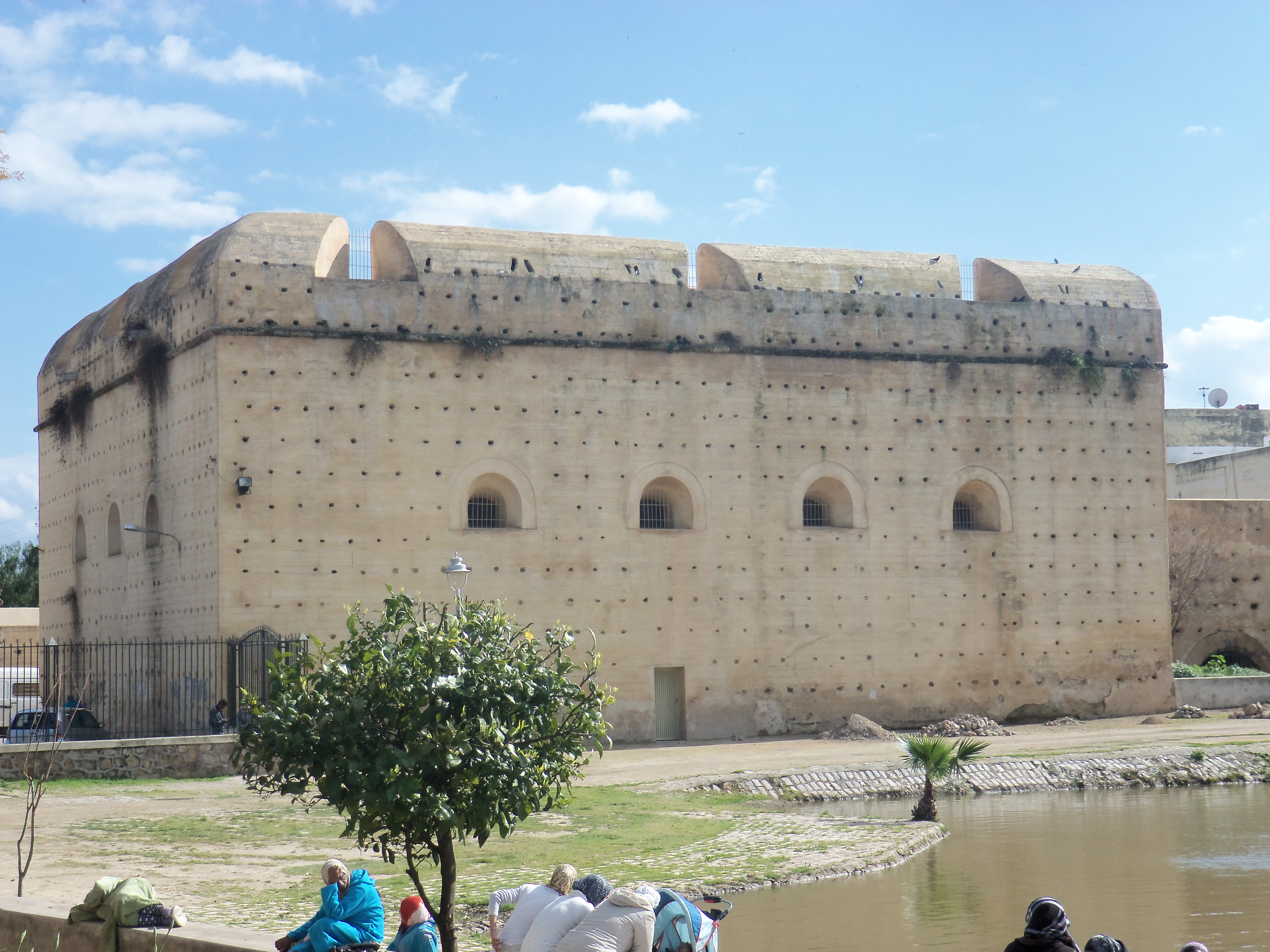
Borj Sheikh Ahmed, un bastión de la era Saadí.

Los siguientes son algunos de los principales lugares de interés y monumentos históricos en Fes el-Jdid o sus alrededores.

### Mezquitas
- Gran Mezquita de Fes el-Jdid
- Mezquita al Hamra
- Mezquita Lalla ez-Zhar
- Mezquita Moulay Abdallah
- Mezquita al Beida
- Mezquita Lalla Ghriba

### Judería
- Sinagoga Ibn Danan
- Sinagoga Al Fassiyine
- El cementerio judío

### Palacio Real y estructuras relacionadas
- Dar al-Makhzen (terrenos del Palacio Real)
- Mecúar Viejo
- Mecúar Nuevo
- Dar al Makina

### Puertas y fortificaciones
Fes el-Jdid está rodeada y dividida en muchas áreas por las antiguas murallas de la ciudad y las murallas del Palacio Real, que datan ahora de varios períodos. A lo largo de estos muros también hay varios baluartes y puertas monumentales.
- Puertas del Palacio Real
- Bab al-Amer (puerta)
- Bab Semmarine (puerta)
- Bab Dekkakin (puerta)
- Borj Sheikh Ahmed (bastión saadí del siglo XVI)
- Borj Twil (bastión saadí del siglo XVI)
- Borj Sidi Bou Nafa' (bastión saadí del siglo XVI)

### Sitios periféricos
- Qaṣba Shrārda (fuera de las murallas de Fes el-Jdid pero ubicada cerca, al norte)
- Jardines de Jnan Sbil (ubicados entre el Viejo Mecúar y la Place Bou Jeloud )